# Pornichet

Localització de Pornichet

Pornichet (bretó Pornizhan) és un municipi francès del departament del Loira Atlàntic, a la regió del País del Loira. El 2006 tenia 10.423 habitants. Limita amb els municipis de Saint-Nazaire i La Baule-Escoublac.

## Demografia
| 1900                                       | 1962 | 1968 | 1975 | 1982 | 1990 | 1999 |
| ------------------------------------------ | ---- | ---- | ---- | ---- | ---- | ---- |
| 1263                                       | 5242 | 5400 | 5521 | 7266 | 8133 | 9668 |
| Des de 1962: població sense dobles comptes |      |      |      |      |      |      |

## Administració
| Període   | Identitat            | Partit |
| --------- | -------------------- | ------ |
| 1900-1908 | Charles Mercier      |        |
| 1908-1919 | Eugène Coicaud       |        |
| 1919-1945 | Achille Bertoye      |        |
| 1945-1948 | Léopold Hervo        |        |
| 1948-1958 | Eugène Thierry       |        |
| 1958-1965 | Emile Outtier        |        |
| 1965-1977 | Jean-Marie Erraud    |        |
| 1977-1983 | Marcel Daudin        |        |
| 1983-1995 | Jean-Claude Empereur | RPR    |
| 1995-2008 | Jacques Lambert      | PS     |
| 2008-2014 | Robert Belliot       | DVD    |

## Agermanaments
- Bexbach (Saarland)
- San Vicente de la Barquera